# Hatsune Miku: Project DIVA (серия игр)
Hatsune Miku: Project DIVA (яп. 初音ミク -Project DIVA-, с англ. — «Мику Хацунэ: Проект „Дива“») — серия музыкальных ритм-игр, разработанных и издаваемых компаниями Sega и Crypton Future Media. Первая часть серии была выпущена эксклюзивно для PlayStation Portable, последующие выходили на большинстве современных игровых консолей и портативных игровых систем, не считая версий для аркадных автоматов и операционной системы iOS. Главной особенностью серии является использование технологии Vocaloid, что включает в себя песни, исполненные с помощью этой программы.
Главным протагонистом основной серии Hatsune Miku: Project DIVA и её спин-оффов выступает вокалоид Мику Хацунэ. При этом, здесь нередко появляются и другие вокалоиды, в большинстве своём разработанные Crypton Future Media, такие как Рин и Лен Кагаминэ, Лука Мэгуринэ, Мэйко и Кайто. Единственными сторонними вокалоидами, использовавшимся в Project DIVA на данный момент, являются Хаку Ёванэ, Нэру Акита (изначально созданные фанатами) и, что крайне редко, Гуми (официальный вокалоид Internet Co., Ltd). А начиная с Hatsune Miku: Project DIVA 2nd, в качестве DLC, в нескольких частях основной серии появляется утаулоид Тето Касанэ.

## Игровой процесс
Каждая игра основной серии Project DIVA включает в себя определённый набор песен, большинство из которых исполняется Мику Хацунэ. При выборе композиции открывается музыкальный видеоролик с участием исполнителя, а поверх появляются серые иконки кнопок одной из четырёх форм: круг, крест, квадрат, треугольник (соответственно кнопкам геймпада). Позже, из угла экрана появляются те же кнопки, только закрашенные в определённый цвет. Смысл игры — вовремя нажать на одну из четырёх кнопок, когда цветная форма проходит через серую, и чем точнее, тем лучше. Точность нажатия отображается в правом нижнем углу экрана, начиная от «worst» (хуже всего) до «cool» (круто). После прохождения песни оценивается, насколько точны были нажатия. Присуждается один из четырёх рангов: Cheap (очень плохо: песня не пройдена), Standard (нормально: песня пройдена, возможно откроется какой-либо предмет), Great (отлично: песня пройдена, появляется видео-режим, открывается какой-либо предмет и более высокая сложность для песни, возможно открытие нового костюма), Perfect (превосходно: открывается всё выше перечисленное). Начиная с Hatsune Miku: Project DIVA 2nd также был добавлен ранг «Excellent».
Все песни можно проходить на разном уровне сложности: «Easy» (Легко), «Normal» (Нормально), «Hard» (Тяжело), «Extreme» (Сложно), и «Extra Extreme» (Очень сложно, добавлена в Project DIVA: Future Tone). Сложность влияет на количество и скорость появления иконок на экране. Однако, чтобы разблокировать следующую композицию, достаточно пройти песню на уровне сложности «Normal» и получить ранг Standard. За каждое прохождение игрок получает внутриигровые очки (DIVA Points), и чем выше сложность точнее попадания, тем больше очков ему начисляется.
В перерывах между основным геймплеем, игрок может посещать специальные разделы в меню. Например, «DIVA Room» — комнаты для вокалоидов. Для каждого вокалоида предусмотренная отдельная комната, которую можно обустраивать по личному предпочтению, покупая для неё мебель (столы, кровати, стулья) и предметы декора (картины, растения, игрушки) на заработанные DIVA Points. Также внутриигровой магазин позволяет приобретать костюмы (модули) и аксессуары для самих вокалоидов.

## Основная серия

### Hatsune Miku: Project DIVA
Первая игра серии была выпущена 2 июля 2009 года на платформе PSP. Позже получила порт для PS3 под названием Hatsune Miku: Project DIVA Dreamy Theater с улучшенной графикой и физикой. Играть в этот порт возможно лишь с подключённой PSP с данной игрой к PS3.

### Hatsune Miku: Project DIVA Arcade
Версия игры для аркадных автоматов. Хотя Project DIVA Arcade и была портом оригинальной Project DIVA, она содержала большое количество новых возможностей и композиций. Позже был выпущен сиквел Project DIVA Arcade Future Tone с улучшенной графикой и физикой.

### Hatsune Miku: Project DIVA 2nd
Вторая часть игры для PSP была выпущена 29 июля 2010 года. Появились новый режим сложности и «DIVA Room» для каждого персонажа. Позже получила порт для PS3 под названием Hatsune Miku: Project DIVA Dreamy Theater 2nd с улучшенной графикой и физикой. Играть в этот порт возможно лишь с подключённой PSP с данной игрой к PS3, либо же без PSP, но с установленным патчем и ранее закаченным сохранением с PSP.

### Hatsune Miku: Project DIVA Extend
Третья и на данный момент последняя часть Project DIVA для PSP была выпущена 10 ноября 2011 года. Позже получила порт для PS3 под названием Hatsune Miku: Project DIVA Dreamy Theater Extend с улучшенной графикой и физикой. Играть в этот порт возможно лишь с подключённой PSP с данной игрой к PS3, либо же без PSP, но с установленным патчем и ранее закаченным сохранением с PSP. Ко всему прочему, был добавлен режим стереоскопического 3D.

### Hatsune Miku: Project DIVA f/F
Следующая часть серии вышла 30 августа 2012 года для PS Vita (Hatsune Miku: Project DIVA f) и 7 марта 2013 года для PS3 (Hatsune Miku: Project DIVA F). Версия для PS3 содержит большее количество песен и костюмов (модулей). Позже дополнительные песни были выпущены для Vita в виде DLC. В том же марте 2013, Sega разместила на своей странице в Facebook опрос с тем, чтобы выпустить версию игры для западного рынка.. Таким образом, Project DIVA F/f стала первой игрой в основной серии, изданной не только на территории Японии

### Hatsune Miku: Project DIVA F 2nd
Сиквел Hatsune Miku: Project DIVA F/f вышел 27 марта 2014 года одновременно для PS Vita и PS3. Также есть возможность переноса сохранения с PS Vita на PS3 и обратно.

### Hatsune Miku: Project DIVA X
Project DIVA X была анонсирована в честь 8-ми летнего юбилея Мику Хацунэ. Релиз игры на PS Vita состоялся 24 марта 2016 года. Порт игры для PS4 (Project DIVA X HD) состоялся 25 августа того же года. Главной особенностью порта являются улучшенная графика, а также более высокое разрешение игры вплоть до 1080p при 60 кадрах в секунду против 544p при 30 кадров в секунду на PS Vita. Есть возможность переноса сохранения с PS Vita на PS4 и обратно.

### Hatsune Miku: Project DIVA Future Tone
Является портом сиквела аркадной игры Hatsune Miku: Project DIVA Arcade. Вышла в Японии 23 июня 2016 года, а в Европе и Северной Америке — 10 января 2017 года для PS4. Физическая версия Future Tone DX была выпущена в Японии 22 ноября 2017 года. Главным отличием от аркадной версии является режим тренировки, а также возможность поменять голову персонажа с одного модуля на другой, но только в рамках этого персонажа.

### Hatsune Miku: Project DIVA Megamix
Является сиквелом Hatsune Miku: Project DIVA Future Tone, которая вышла на Nintendo Switch 13 февраля 2020 года.
Вскоре, 26 мая 2022 года, выпустилась улучшенная версия игры Hatsune Miku: Project DIVA Megamix+, которая вышла на PC.

## Другие игры

### Hatsune Miku and Future Stars: Project Mirai
Первый спин-офф серии, выпущенный эксклюзивно для Nintendo 3DS со схожим геймплеем. Игра была выпущена 8 марта 2012 года и поддерживала карты 3D реальности. Визуальный облик персонажей был выполнен в стиле Nendoroid. Для европейского рынка была выпущена специальная версия Hatsune Miku: Project Mirai DX.

### Miku Flick
Miku Flick была выпущена только на мобильные платформы с операционной системой iOS. В Японии релиз игры состоялся 9 марта 2012 года, 9 апреля была выпущена версия для международного рынка. Если не считать оригинальную серию, то Miku Flick была первой игрой, переведённой на английский язык. Геймплей немного отличается от того, что был в Hatsune Miku: Project DIVA. Вместо обычных нажатий на кнопки, нужно водить по специальной клавиатуре на экране, при этом выбирая не только нужную клавишу, но и её правильное направление.

### Miku Flick/02
Сиквел Miku Flick для iOS-платформ. В отличие от первой части, где была только Мику Хацунэ, здесь появились Рин и Лен Кагаминэ и Лука Мэгуринэ. В остальном всё осталось по-прежнему. При этом игра обзавелась обширным набором DLC, включающих новые музыкальные видеоролики.

### Hatsune Miku: Project Mirai 2
Сиквел Hatsune Miku and Future Stars: Project Mirai, выпущенный 28 ноября 2013. В новой части стали доступны новые вокалоиды и мини-игры, схожие с серией игр Puyo Puyo.

#### Project Sekai: Colorful Stage feat. Hatsune Miku
Мобильная ритм-игра для Android и iOS. Вышла в Японии 30 сентября 2020 года. Глобальный релиз состоялся 7 декабря 2021 года под названием «Hatsune Miku COLORFUL STAGE». Игра является спин-оффом серии Hatsune Miku: Project DIVA и включает в себя виртуальных певцов Crypton Future Media Мику Хацунэ, Луку Мэгуринэ, Рин и Лена Кагаминэ, Мэйко и Кайто, а также актёрский состав из 20 оригинальных персонажей-людей, которые разделены на пять блоков (групп) — каждый с уникальной темой.

## Hatsune Miku: Dreamy Vocal
Игра выпущена 20 октября 2018 на мобильных устройствах Android и на iOS. Доступна только на территории Китая.

## Персонажи
| Персонаж      | Игры                       | Игры                              | Игры                           | Игры                              | Игры                                         | Игры       | Игры          | Игры                           | Игры                          | Игры                                          | Игры                               | Игры                           | Игры                         | Игры                                   |
| Персонаж      | Hatsune Miku: Project DIVA | Hatsune Miku: Project DIVA Arcade | Hatsune Miku: Project DIVA 2nd | Hatsune Miku: Project DIVA Extend | Hatsune Miku and Future Stars: Project Mirai | Miku Flick | Miku Flick/02 | Hatsune Miku: Project DIVA F/f | Hatsune Miku: Project Mirai 2 | Hatsune Miku: Project DIVA Arcade Future Tone | Hatsune Miku: Project DIVA F/f 2nd | Hatsune Miku: Project Mirai DX | Hatsune Miku: Project DIVA X | Hatsune Miku: Project DIVA Future Tone |
| ------------- | -------------------------- | --------------------------------- | ------------------------------ | --------------------------------- | -------------------------------------------- | ---------- | ------------- | ------------------------------ | ----------------------------- | --------------------------------------------- | ---------------------------------- | ------------------------------ | ---------------------------- | -------------------------------------- |
| Мику Хацунэ   | Доступна                   | Доступна                          | Доступна                       | Доступна                          | Доступна                                     | Доступна   | Доступна      | Доступна                       | Доступна                      | Доступна                                      | Доступна                           | Доступна                       | Доступна                     | Доступна                               |
| Рин Кагаминэ  | Доступна                   | Доступна                          | Доступна                       | Доступна                          | Доступна                                     |            | Доступна      | Доступна                       | Доступна                      | Доступна                                      | Доступна                           | Доступна                       | Доступна                     | Доступна                               |
| Лен Кагаминэ  | Доступен                   | Доступен                          | Доступен                       | Доступен                          | Доступен                                     |            | Доступен      | Доступен                       | Доступен                      | Доступен                                      | Доступен                           | Доступен                       | Доступен                     | Доступен                               |
| Кайто         |                            | Доступен                          | Доступен                       | Доступен                          | Доступен                                     |            | DLC           | Доступен                       | Доступен                      | Доступен                                      | Доступен                           | Доступен                       | Доступен                     | Доступен                               |
| Лука Мэгуринэ | DLC                        | Доступна                          | Доступна                       | Доступна                          | Доступна                                     |            | Доступна      | Доступна                       | Доступна                      | Доступна                                      | Доступна                           | Доступна                       | Доступна                     | Доступна                               |
| Мэйко         |                            | Доступна                          | Доступна                       | Доступна                          | Доступна                                     |            | DLC           | Доступна                       | Доступна                      | Доступна                                      | Доступна                           | Доступна                       | Доступна                     |                                        |
| Мэйко Сакинэ  |                            | Доступна                          | Доступна                       | Доступна                          |                                              |            |               | DLC                            |                               | Доступна                                      | Доступна                           |                                | DLC                          | Доступна                               |
| Нэру Акита    |                            | Доступна                          | Доступна                       | Доступна                          |                                              |            |               | DLC                            |                               | Доступна                                      | DLC                                |                                | DLC                          | Доступна                               |
| Хаку Ёванэ    |                            | Доступна                          | Доступна                       | Доступна                          |                                              |            |               | DLC                            |                               | Доступна                                      | DLC                                |                                | DLC                          | Доступна                               |
| Тето Касанэ   |                            | Доступна                          | DLC                            | DLC                               |                                              |            |               | DLC                            |                               | Доступна                                      | DLC                                |                                | DLC                          | Доступна                               |
| Гуми          |                            |                                   |                                |                                   | Доступна                                     |            |               |                                | Доступна                      |                                               |                                    | Доступна                       |                              |                                        |